# Indra Sinha
Indra Sinha (ur. 1950) – piszący w języku angielskim pisarz pochodzenia indyjsko-brytyjskiego (ojciec indyjski oficer marynarki wojennej, matka angielska pisarka). Urodz. w 1950 roku w Mumbaju, w stanie Maharasztra (Indie). Studiował hindi i sanskryt w Mayo College w Adźmerze (Radżastan), literaturę angielską w Oakham School (Rutland) i Pembroke College (Cambridge) w Anglii. Tłumacz z sanskrytu (przełożył m.in. na angielski Kamasutrę). Autor książek o tantrze. Za Animal's People w 2007 roku nominowany do Nagrody Bookera i uhonorowany Nagrodą Commonwealth.
Przemieszkawszy 40 lat w Anglii pisarz przeniósł się z żoną na południe Francji. Ma troje dorosłych dzieci.

## Twórczość
- The Love Teachings of Kama Sutra (1980) - tłumaczenie z sanskrytu
- Tantra: The Search for Ecstasy (1993)
- The Great Book of Tantra: Translations and Images from the Classic Indian Text (1993)
- The Cybergypsies: a True Tale of Lust, War, and Betrayal on the Electronic Frontier (1999 - pol.Nomadzi cyberprzestrzeni (2002)
- The Death of Mr Love (2002) - pol. Powrót do Indii (2005)
- Animal's People (2007) - pol. Dzieci Apokalipsy (2008)